# Song of Innocence
Song of Innocence es un álbum de estudio de David Axelrod de 1968. Para el álbum se inspiró en Songs of Innocence, una colección de poemas del poeta inglés William Blake. Una crítica realizada por All Music describe el álbum como "un juego que mezcla pop, rock, jazz, música teatral, y R&B" que "ha resistido la prueba del tiempo".

## Listado de canciones
1. "Urizen"  – 4:01
2. "Holy Thursday"  – 5:32
3. "The Smile"  – 3:26
4. "A Dream"  – 2:31
5. "Song of Innocence"  – 4:33
6. "Merlin's Prophecy"  – 2:44
7. "The Mental Traveller"  – 4:02

## Otras apariciones
Algunas de las canciones del álbum fueron versionadas o sus ritmos han sido empleados por diversos artistas posteriores al lanzamiento del álbum. Entre ellas destaca "Holy Thursday", cuyas bases fueron empleadas, entre otros por el británico Unkle, en su sencillo "Rabbit in Your Headlights"; "Dr. Carter", de Lil Wayne (y producida por Swizz Beatz); "Think Twice" de InI.
"Holy Thursday" apareció en la banda sonora del videojuego Grand Theft Auto IV, en la emisora ficticia Fusion FM. Tanto Axelrod como "Holy Thursday" fueron mencionados por el rapero Quasimoto en su sencillo "Return of the Loop Digga".
La canción "A Day at the Races" del grupo de indie Jurassic 5 contiene bases de "Urizen".